# Chrome: SpecForce
Chrome: SpecForce – komputerowa gra akcji i strzelanka pierwszoosobowa, stworzona przez polską firmę Techland. Została wydana przez tę firmę 27 maja 2005 roku wyłącznie na platformę Microsoft Windows. Stanowi rozwinięcie (fabularny prequel) gry Chrome z 2003 roku.

## Fabuła
Akcja gry toczy się w dalekiej przyszłości, kiedy to ludzkość, zjednoczona pod szyldem Federacji, kolonizuje coraz to nowe obszary kosmosu. Szybki rozwój cywilizacji wymaga ogromnej ilości surowców, które to, na mocy koncesji otrzymanej od władz, wydobywają potężne korporacje. Sytuacja taka z biegiem czasu prowadzi do powstania potężnych syndykatów, zwłaszcza na planetach znajdujących się na obrzeżach znanego ludzkości świata, gdzie nie dociera już władza Federacji.
W pewnym momencie zaczyna dochodzić do zamachów terrorystycznych na wysokich rangą urzędników Federacji, za które odpowiadają osoby pod wpływem pewnego stymulatora zwiększającego agresję, siłę i wytrzymałość. Dzięki dochodzeniu wydziału specjalnego Federacyjnych Sił Bezpieczeństwa (FSB) udało się ustalić dokładną lokalizację miejsca, w którym produkowany jest stymulator – pilnie strzeżony kompleks laboratoryjny, położony w lasach Estrelli, jednej z ciągle terraformowanych planet pogranicza, będącej prywatną własnością korporacji LoreGen. Niedługo później Federacja wysyła tam z misją zniszczenia laboratorium LoreGenu i zdobycia ewentualnych materiałów ewidencyjnych obciążających korporację oddział elitarnej jednostki specjalnej SpecForce, którego jednym z członków jest Bolt Logan. Na miejscu okazuje się jednak, że pozornie proste zadanie SpecForce’u prowadzi do intrygi na znacznie większą skalę.

## Rozgrywka
Gra Chrome: SpecForce, podobnie jak gra Chrome, charakteryzuje się środowiskiem z wielkimi połaciami terenu zarówno zurbanizowanego jak i leśnego, który można pokonywać na piechotę albo przy pomocy pojazdów, wśród których znajdują się szybkie ścigacze, opancerzone transportery piechoty, dwuosobowe pojazdy terenowe i bojowe maszyny kroczące. W czasie walki z wrogami gracz ma dostęp do szerokiego spektrum broni (m.in. karabin szturmowy DG5-A1 i ciężki karabin maszynowy NLC-13) oraz wyposażenia (m.in. pancerz wspomagający SPA4, którego systemy pozwalają graczowi na stosowanie różnorodnych taktyk podczas potyczek).
Poza kampanią dla pojedynczego gracza, autorzy przygotowali również rozbudowany tryb wieloosobowy. Składają się na niego cztery rodzaje: Death Match, Team Death Match, Team Domination oraz Capture The Flag, a każdy z nich pozwala na rozgrywkę do 32 osób równocześnie. Ponadto do całości dołożono edytor umożliwiający proste tworzenie nowych map.
Względem produkcji z 2003 roku w grze Chrome: SpecForce zdecydowano się na wyeliminowanie poważniejszych błędów. Do jej stworzenia także wykorzystano silnik Chrome Engine, który jednak poddano udoskonaleniu.

## Dystrybucja cyfrowa
Niedługo po wydaniu gra trafiła do dystrybucji cyfrowej poprzez Steam oraz GamersGate, jednak później została z niej wycofana.